# Revista Española de Documentación Científica
La Revista Española de Documentación Científica (REDC) es una publicación trimestral de documentación, información científica y biblioteconomía, creada en 1917, y editada por el Consejo Superior de Investigaciones Científicas, con la colaboración de la Sociedad Española de Documentación e Información Científica (SEDIC) y de la Sociedad Catalana de Documentación e Información (SOCADI). Editada por el Centro de Ciencias Humanas y Sociales (CCHS)
El objetivo principal de esta revista es contribuir a la difusión del conocimiento entre los investigadores del campo de las Bibliotecas y las Ciencias de la Información y los implicados en el uso de información científica, técnica y estratégica para la política científica y la toma de decisiones.
La Revista Española de Documentación Científica es la revista más importante en español dedicada a temas de Información, Documentación y Biblioteconomía. Recoge trabajos originales, noticias y experiencias en el campo de la documentación y de la críticas de libros. Incluye también una sección bibliográfica con las referencias a los trabajos publicados por las más importantes revistas internacionales de la información, la documentación y la biblioteconomía. También dispone de una sección de normas, donde aparecen los proyectos de normas UNE sobre Documentación, cuando se encuentran en fase de información pública. Durante su evolución en el tiempo se ha observado un aumento significativo de artículos de investigación en su última etapa, así como una presencia considerable y creciendo de estudios bibliomètrics, y también el uso continuado de técnicas similares para la recogida y análisis de datos. Además, se ha detectado la consolidación durante los últimos años de la Biblioteconomía y las Ciencias de la Información como campo científico.
Se trata de una revista en acceso abierto y con evaluación de expertos externos. Desde el año 2013 se edita exclusivamente en formato electrónico.
En el año 2019 tiene un factor de impacto de 1 295